# Pika
Pika — платформа, использующая генеративный искусственный интеллект для создания и редактирования видеоконтента. Сервис позволяет генерировать видео из текстовых промптов, анимировать изображения, добавлять визуальные эффекты, а также редактировать существующие видеоролики. Pika разрабатывается компанией Pika Labs.

## История
Pika Labs — компания-разработчик платформы Pika. Основана Деми Гуо и Ченлинь Менг, бывшими аспирантками Стэнфордского университета. Миссия компании заключается в облегчении процесса создания видео и обеспечении доступности инструментов для создания видеоконтента для широкого круга пользователей. В ноябре 2023 года Pika Labs привлекла 55 млн долларов инвестиций.
В июне 2024 года Pika смогла привлечь дополнительные 80 млн долларов от фондов Spark Capital, Greycroft, Lightspeed Venture Partners, вложился в стартап и актер Джаред Лето. После этого раунда общая сумма инвествложений в Pika составила 135 млн долларов.

## Функции
Pika Labs работает на рынке генеративного искусственного интеллекта, который находит применение в различных областях, включая создание видеоконтента, графический дизайн, текст и аудио. Pika конкурирует с другими компаниями, разрабатывающими аналогичные инструменты для создания и редактирования видео, такими как Runway и Stability AI.
Сама Pika имеет несколько версий, включая Pika 1.0 и Pika 1.5. Версия 1.5 представляет собой обновление, направленное на повышение реалистичности генерируемых видео и улучшение визуальных эффектов.
Pika доступна через веб-интерфейс и приложение для iPhone. Pika предлагает как бесплатную версию с ограниченным функционалом, так и платные подписки, предоставляющие дополнительные возможности, включая увеличение количества генераций, скачивание видео без водяных знаков и коммерческое использование контента.
Pika предлагает ряд функций для создания и редактирования видео, основанных на технологиях генеративного ИИ.

### Генерация видео из текста
Основная функция Pika — генерация видеороликов на основе текстовых запросов. Пользователи могут описывать желаемый видеосюжет, стиль и детали, и нейросеть Pika создаст видео, соответствующее описанию. Pika способна генерировать видео в различных стилях, включая 3D-анимацию, аниме и кинематографический стиль. Платформа поддерживает создание видеороликов с различным соотношением сторон.

### Анимация изображений (Pikaffects)
Pika позволяет анимировать статические изображения, добавляя к ним динамические эффекты. Функция Pikaffects включает набор предустановленных эффектов, которые можно применять к загруженным изображениям для создания коротких анимированных роликов.
Доступные эффекты Pikaffects:
- Explode it: создает эффект взрыва объекта на изображении.
- Melt it: имитирует плавление объекта.
- Crush it: создает эффект сжатия объекта, как под прессом.
- Inflate it: надувает объект, подобно воздушному шару.
- Cake-ify it: превращает объект в торт.
- Squish it: раздавливает объект.
- Crumble it: рассыпает объект на части.
- Levitate it: поднимает объект в воздух с добавлением тени.
- Dissolve it: растворяет объект в воздухе.
- Deflate it: сдувает объект.
- Ta-da it: создает эффект появления объекта из-под листа бумаги.
- Decapitate it: эффект обезглавливания объекта.

Эффекты могут сопровождаться автоматической генерацией звукового сопровождения.

### Редактирование видео
Pika предоставляет инструменты для редактирования существующих видеороликов. Функции редактирования включают:
- Удаление объектов: Инструмент «Use Brush» позволяет выделить и удалить нежелательные объекты из видео. Эффективность удаления может варьироваться, в некоторых случаях возможно сохранение силуэта удаленного объекта.
- Замена объектов: Функция замены объектов в видео. Результативность зависит от сложности задачи и соответствия заменяемого объекта контексту видео.
- Добавление объектов (Pikadditions): Позволяет добавлять новые объекты в видео, используя загруженные изображения и текстовые описания для интеграции объектов в сцену.
- Расширение длительности видео: Функция увеличения продолжительности существующих видеороликов.
- Трансформация стиля видео: Изменение общего стиля видео, например, преобразование в анимационный стиль.
- Изменение формата кадра: Расширение или изменение соотношения сторон видео.
- Редактирование динамических объектов: Возможность редактирования объектов с учетом их движения в кадре.

### Звуковые эффекты
Pika позволяет добавлять звуковые эффекты к создаваемым видеороликам. Звуковые эффекты могут генерироваться автоматически или задаваться пользователем через текстовые запросы. Пользователи могут редактировать звуковое сопровождение, настраивая громкость и тайминг, а также обрезать аудиодорожки.